# Crotalaria macrocarpa
Crotalaria macrocarpa är en ärtväxtart som beskrevs av Ernst Meyer. Crotalaria macrocarpa ingår i släktet sunnhampor, och familjen ärtväxter.

## Underarter
Arten delas in i följande underarter:
- C. m. macrocarpa
- C. m. matopoensis